# Armen Tigranian
Armen Tigrani Tigranian (ou Tigranyan ou Dikranian), né le 26 décembre 1879 à Alexandropol et mort le 10 février 1950 à Tbilissi, est compositeur et chef d'orchestre arménien. Ses œuvres les plus connues sont deux opéras, Anouch (première : Alexandropol, 4 (17) août 1912, le premier opéra donné en Arménie) et Davit Bek (1950), le dernier monté quelques mois avant sa mort et sa dernière composition.

## Biographie
Tigranian est né à Alexandropol en Arménie. Il s'est intéressé à la musique dès son plus jeune âge. En 1902, Tigranian termine l'étude de la composition à l'École de musique de Tbilissi avec Makar Ekmalyan. Il s'est consacré à l'enseignement et a continué de composer de la musique, surtout des chansons et des airs traditionnels arméniens.

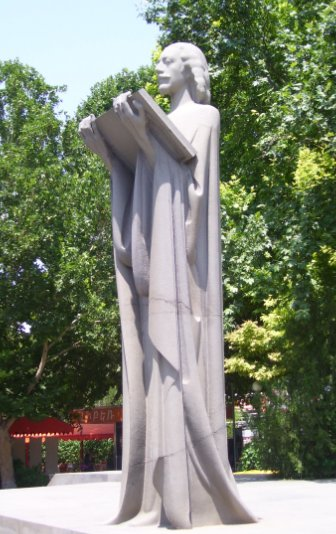
Statue de Tigranian à Erevan, Arménie

L'opéra de Tigranian Anouch, composé en 1908 et retravaillé en 1932, est appelé l'« opéra national arménien ». Anouch, à partir du livret d'Hovhannès Toumanian une histoire d'amour dramatique qui reste jouée dans tous les concerts.
L'histoire des Mélikats du Karabagh a inspiré l'opéra David Bek (1950).
Parmi les autres œuvres de Tigranian on trouve les drames : Leily et Mejnun, Dance orientale pour orchestre symphonique et New Spring un chœur pour 4 voix.

## Prix
- Honoured Art Worker of Armenian SSR, 1935
- Honoured Art Worker of Georgian SSR, 1936
- Ordre de Lénine[6]